# Wskaźnik dopasowania grupy docelowej
Wskaźnik dopasowania grupy docelowej (ang. affinity index) – narzędzie wykorzystywane w marketingu i badaniach rynku do określenia poziomu zainteresowania badanej grupy docelowej marką, produktem czy treścią. Mierzy stopień, w jakim grupa odpowiada lub jest związana z całą populacją w kontekście konkretnych zainteresowań lub zachowań.

## Zastosowania
Affinity index stosuje się głównie w marketingu do:
- analizy stylu życia i hobby osób, aby uzyskać ogólny obraz ich nawyków i możliwych potrzeb;
- określenia, jak dobrze dana grupa docelowa została dobrana do oferty marki, co może pomóc w optymalizacji kosztów kampanii reklamowych.

### Przykład
Zakładając, że naszą witrynę odwiedza szeroka grupa osób, mężczyźni i kobiety w przedziale wiekowym 18–55 lat, a posiadamy produkt skierowany wyłącznie dla mężczyzn w wieku 18–30 lat, którzy są zainteresowani sportami siłowymi, to wyodrębnienie konkretnych cech i sprecyzowanie naszej kampanii reklamowej do danej grupy odbiorców sprawi, że zwiększymy konwersje i nie stracimy budżetu na nieodpowiednie osoby.

## Obliczanie
Affinity index oblicza się, stosując następujący wzór:
AI = (% zainteresowanych osób z grupy docelowej / % zainteresowanych osób z całej populacji witryny) * 100
Jeśli wartość tego wskaźnika jest wyższa niż 100, to grupa docelowa ma wyższe niż przeciętne zainteresowanie witryną. Nazywa się to nadreprezentacją grupy wśród odbiorców. Jeśli natomiast wartość wskaźnika jest niższa niż 100, to grupa docelowa ma niższe zainteresowanie niż średnio w populacji.